# Lusungo
Lusungo ist ein Verwaltungsbezirk (Ward) des Distrikts Kyela in der tansanischen Region Mbeya. Er grenzt im Westen an den Bezirk Talatala, im  Norden an den Bezirk Ndobo, im Osten an Matema und im Süden an den Malawisee und an den Bezirk Mwaya.

## Geografie
Lusungo ist ein ländlicher Bezirk im Südwesten von Tansania, der in der Ebene nordwestlich des Malawisees etwa 500 Meter über dem Meeresniveau liegt. Der größte Fluss ist der Lufilyo, der in den Malawisee mündet. Die Fläche des Bezirks beträgt 34,5 Quadratkilometer und bei der Volkszählung 2022 lebten hier 7337 Menschen in 3150 Haushalten.

## Gliederung
Der Bezirk besteht aus fünf Gemeinden (Mtaa) mit 17 Orten (Kitongoji):
| Kikuba - Isyeto - Lufumbi - Malangali | Lukama - Igembe - Lukama Chini - Lukama Kati | Lukwego - Bulimbwe - Kaposo - Lukwego | Lusungo - Bugema - Bugogo - Lusungo - Mpulo - Ntundumano - Ntundumbaka | Mpanda - Kapugi - Malema |

## Wirtschaft und Infrastruktur
- Bildung: Die Lusungo Secondary School bildet Jugendliche bis zur 6. Stufe aus.[6]
- Gesundheit: In Lukwego befindet sich eine Apotheke, die auch kleine chirurgische Eingriffe durchführt.[7]